# 京都市西京極総合運動公園野球場
京都市西京極総合運動公園野球場（きょうとしにしきょうごくそうごううんどうこうえんやきゅうじょう）は、京都府京都市右京区の京都市西京極総合運動公園内にある野球場。施設は京都市が所有し、京都市スポーツ協会が指定管理者として運営管理を行っている。
通称は「西京極球場」。2009年4月から京都市下京区に本社を置くサプリメントメーカーの株式会社わかさ生活が命名権を取得しており、「わかさスタジアム京都」（わかさスタジアムきょうと）の呼称を用いている（詳細は後述）。

## 概要
西京極総合運動公園は1924年（大正13年）の東宮（昭和天皇）御成婚奉祝記念事業として京都市が計画し、1930年（昭和5年）に整備を開始した、京都市内初の運動公園である。運動公園内の野球場は1932年（昭和7年）4月に設置された施設である（西京極総合運動公園建設の第一期工事は1933年竣工）。以来、高校野球、大学野球、社会人野球などアマチュア野球公式戦が開催されている。
両翼100mと当時の野球場としては広かったことから、両翼にはその後ラッキーゾーンが設置され、92mとされた。1965年（昭和40年）3月にはナイター設備が設置された。第43回国民体育大会（京都国体、1988年（昭和63年））開催に合わせて1987年（昭和62年）にラッキーゾーンが撤去された。但し、日本女子プロ野球機構が2012年から当球場で行う開催に限り、両翼90mの箇所にラッキーゾーン（仮設ネット）を25年振りに設置した。2009年（平成21年）12月から翌年3月末まで、総工費約2億6000万円を投じて改修した。

## 歴史
1934年（昭和9年）11月28日に「京都市設球場」で日米野球第14戦が行われたが、現在の京都市西京極総合運動公園の位置に「御成婚記念 市設運動場」と1938年（昭和13年）の『京都都市計画図』などに記されており、「京都市設球場」は当球場である可能性が高い。地元・京都商出身（1934年中退）の沢村栄治が先発したが、投球の癖をMLB選抜に見抜かれおり、8失点で降板となった。
1945年（昭和20年）11月7日から占領軍に接収され、1951年（昭和26年）に接収が解除された。その後は松竹ロビンス（後に大洋ホエールズと合併し洋松ロビンスを経て、現在は横浜DeNAベイスターズ）が1952年（昭和27年）のフランチャイズ制度導入後名目上の本拠地として登記するも、実勢6試合しか開催されず、事実上大阪スタジアムを本拠地とする状態となるが、洋松ロビンスとなった1953年（昭和28年）・1954年（昭和29年）はメインを大阪スタジアムとしつつも、準本拠地としての位置づけでそれぞれ18，15試合を主催した。ロビンスは1951年までは衣笠球場を主な開催会場としていたが、防災の観点で立命館大学がプロ野球での公式戦など、学外での使用禁止を通達されたことや、西京極もスタンドの改修で使用できない期間があったとされる。
その後も、近鉄バファローズと阪急ブレーブス（後に両球団は合併し、現在はオリックス・バファローズ）が準本拠地と位置づけ、年間数試合公式戦を開催していた他1950年代には東京都に本拠地があった大映スターズ→大映ユニオンズと毎日オリオンズ→大毎オリオンズ、神奈川県を本拠地とした高橋ユニオンズも主催公式戦を行った。またこの3球団の後身（存続球団は毎日→大毎）となったロッテオリオンズも、東京スタジアムの閉鎖で本拠地球場が不確定となっていた1973年に主催公式戦を行った。
松竹/洋松ロビンスと大映スターズ/ユニオンズは京都府内で主管試合を行う場合、京都新聞社と共催していた。
阪急ブレーブスは1958年から1982年までと1988年に準本拠地としていた。このうち、1967年10月1日に行われた東映フライヤーズとのダブルヘッダーでは、第2試合に8-11の日没コールドゲームで敗れたものの、創設以来32年目で初優勝を果たした。
阪急がオリックスになってからは初年度の1989年に3試合を開催したのみだったが、2015年に26年ぶりとなる公式戦が1試合行われ、2018年にも公式戦を開催したほか、オープン戦を行うこともある。
阪神甲子園球場（兵庫県西宮市。以下、甲子園）を本拠地とする阪神タイガースも、かつては甲子園が使用できない8月の高校野球全国大会開催期間中に定期的に主催公式戦を開催していた。だが、後に神戸総合運動公園野球場（ほっともっとフィールド神戸）や大阪ドーム（京セラドーム大阪）が完成するとそれらを優先的に使用するようになり、西京極での公式戦は開催時期を4月から6月の間に移行すると共に年1試合のみの開催となった。ただ、2006年に開催予定であった1試合が「施設の老朽化」を理由に甲子園に振り替えられたことをきっかけに、それ以降はオープン戦、公式戦ともに開催されていない。
2010年4月21日、読売ジャイアンツが1956年6月以来、56年ぶりとなる同球場での一軍公式戦（横浜ベイスターズ戦）を主催した（試合は4-2で巨人の勝利）。
プロ球団招致等に関する動きとしては、2010年秋、横浜ベイスターズ（当時）のオーナー企業である東京放送ホールディングスと、住宅設備大手の住生活グループの間で、保有する球団株式の売却交渉を進める過程において、関西三都で唯一NPBのフランチャイズが置かれておらず、上述の通りベイスターズの前身の一つである松竹ロビンスが、西京極球場にフランチャイズを置いていたこともあって、住生活グループ側が将来的な本拠地の移転候補地の一つに、わかさスタジアムを挙げる構想を示したとされているが、最終的に売却交渉は破談となった。
社会人野球では、毎年4月下旬から5月上旬にかけてJABA京都大会が開催される他、2010年は社会人野球日本選手権大会第1ステージ（関西大会）の会場に指定された。本来は2011年も同様に行う予定だったが中止となり、2012年以後は大阪ドーム（京セラドーム大阪）1箇所だけで全日程を行うことが決まったため、当地での日本選手権開催はこの1回限りで終わりとなった。
大学野球は京都府内の所属校を持つ連盟が数節づつ会場としている。同立戦、産龍戦（京都産業大学-龍谷大学）、佛教大学-京都先端科学大学（旧・京都学園大学）のカードが組まれる。
古くからフェンス広告などの掲出を行っているが、一時期は関西電力やNTT西日本などの関西中心の大口インフラも含め、スコアボードに残っていた広告が無くなり、わかさ生活の広告1社のみが提供したことがあった（2010年の時点で、全国の政令指定都市におけるフェンス広告が導入されない野球場は、現在は大宮公園球場、相模原球場、静岡草薙球場、わかさスタジアム京都、岡山県野球場の5球場であった）。2011年夏頃より、地元企業（稀に隣の大阪府や大阪市、滋賀県に本社のある企業も含む）を中心に数社がフェンス看板を掲示するようになった。
2010年、日本女子プロ野球機構の発足初年度より同リーグに属する京都アストドリームス（のちの京都フローラ）が本拠地と定めていた。
2019年には、当時ベースボール・チャレンジ・リーグの滋賀ユナイテッドベースボールクラブが公式戦を開催している。

## 施設概要
- 内野：クレー舗装、外野：天然芝
- 両翼：100m、中堅：117m
- ナイター照明設備：6基
- スコアボード：LEDフリーボード式電光板（2015年改修）。開場当初は手書きパネル式→磁気反転式で、右中間にあったが、2015年の改修でセンターバックスクリーンに移動している[11]。
- 収容人数：20,000人（内野：座席13,300人、外野：芝生席6,700人）
- 放送席：バックネット裏内野席上段に設置。

## 命名権
京都市は2008年（平成20年）11月21日、西京極総合運動公園内の3施設（陸上競技場、野球場、体育館）を対象（野球場は年間契約額2,500万円以上、契約期間5年以上、施設名称に「京都」もしくは「西京極」を付与することなどを条件）として施設命名権（ネーミングライツ）を募集。2009年3月16日、サプリメントメーカーのわかさ生活が当球場の命名権を年額2,500万円で取得した。契約期間は2009年4月1日から10年間で、命名権により「わかさスタジアム京都」の呼称を使用している。NPB公式サイトなどでは「わかさ」「京都」「わかさ京都」などと記される場合もある。なお2018年に、命名権の契約期間について2024年（令和6年）3月31日まで5年間新たに継続する合意がなされた。

## アクセス
- 阪急京都本線・西京極駅より徒歩5分[15]
- 京都市営バス 32・73・80系統で「西京極運動公園前」下車、徒歩3分[15]

## ギャラリー

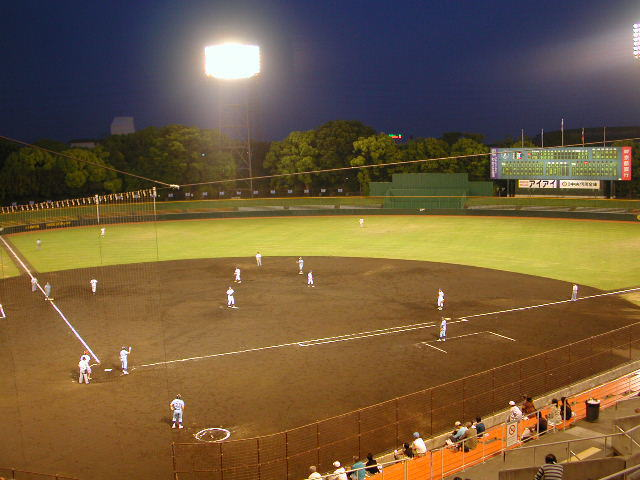
ナイトゲーム開催時の京都市西京極総合運動公園野球場（2005年5月4日当時、JABA京都大会・決勝戦、大阪ガス対NTT西日本）
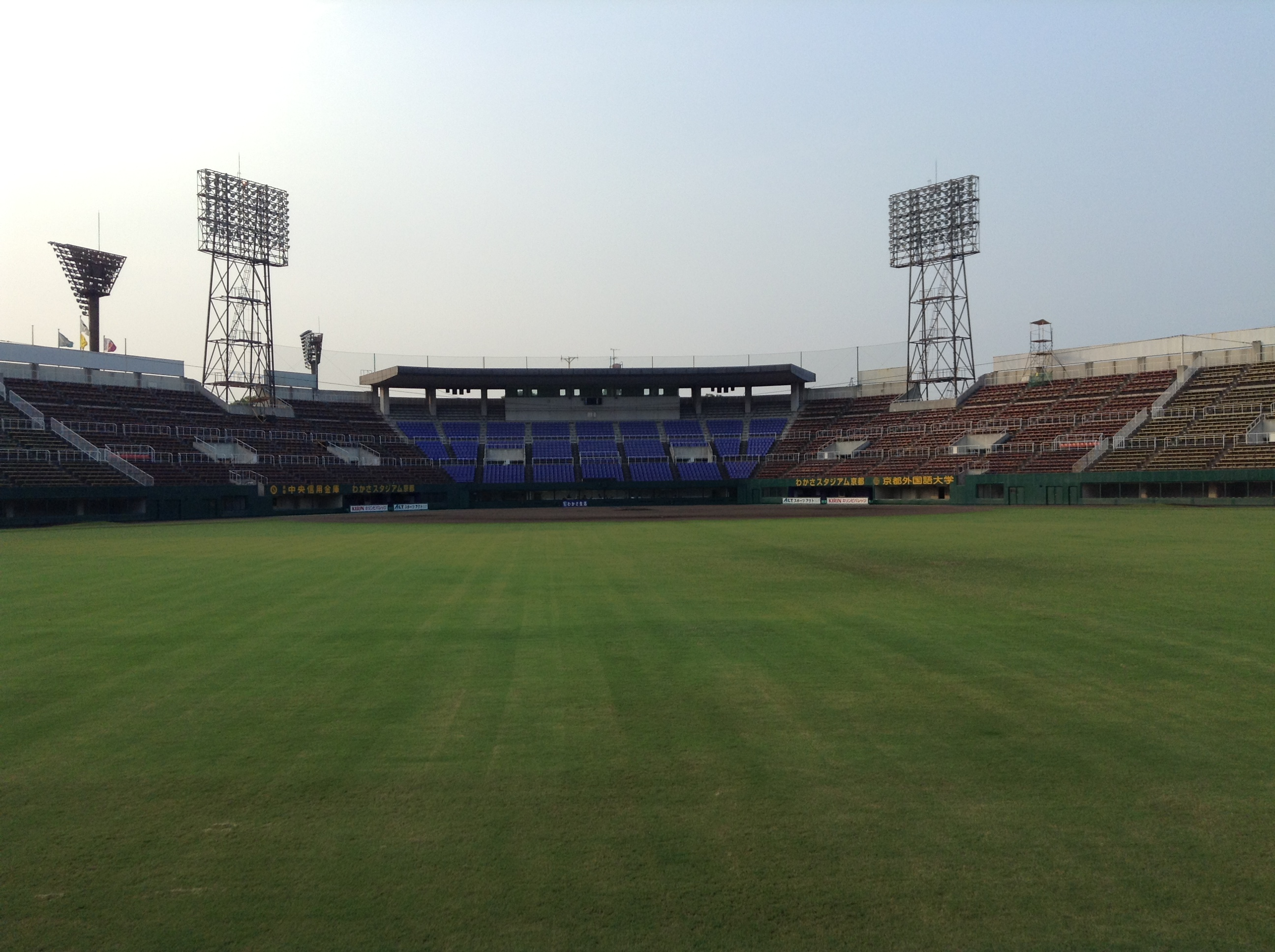
京都市西京極総合運動公園野球場のバックネット裏席（外野席から撮影）

## 公園内その他の施設
- 京都市西京極総合運動公園陸上競技場兼球技場
- 京都市西京極総合運動公園補助競技場
- 京都市体育館（ハンナリーズアリーナ）
- 京都アクアリーナ

ほか